# 夏山診療所

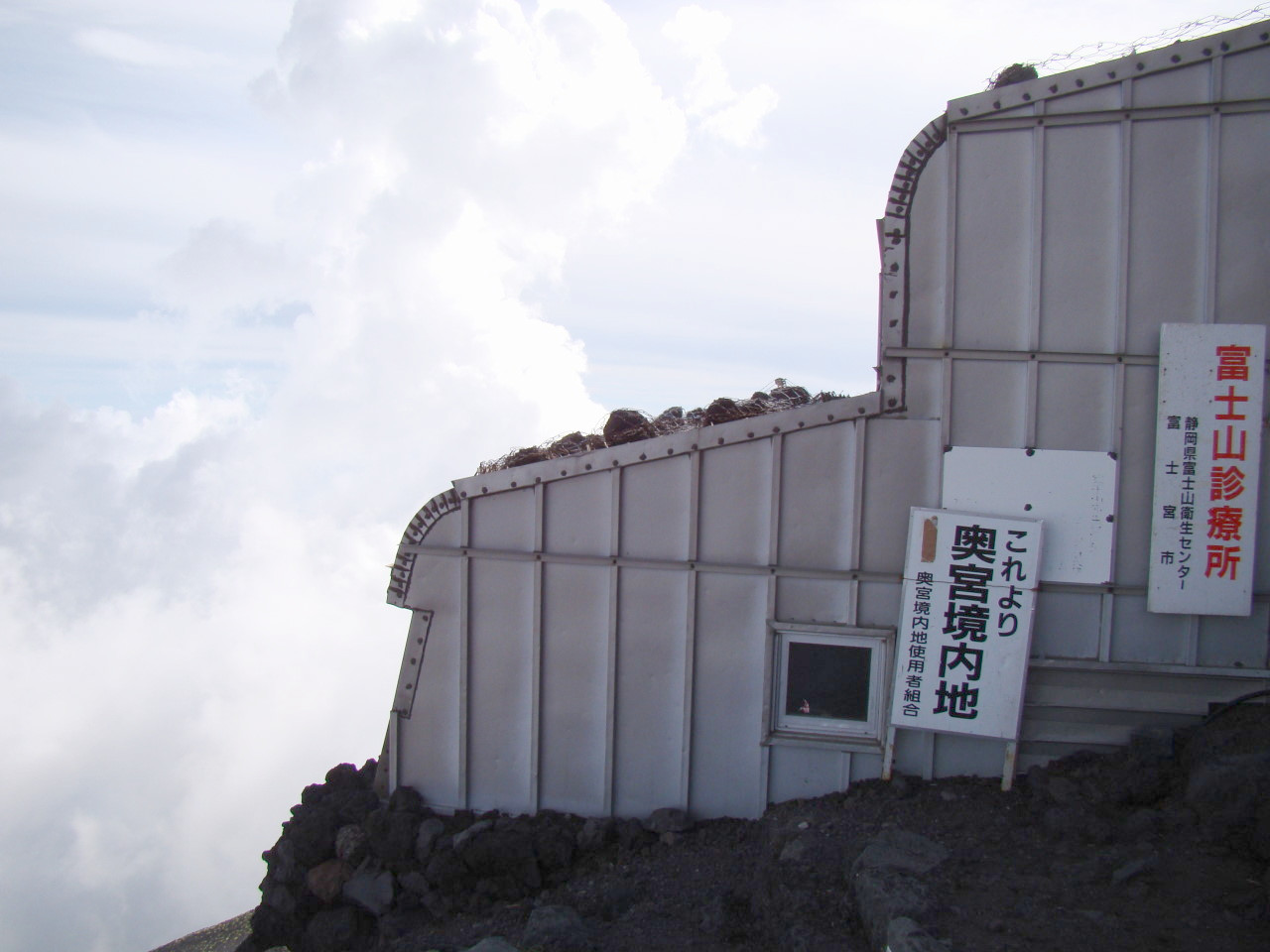
富士山衛生センター(2008年8月)

夏山診療所（なつやましんりょうしょ）とは、登山中の登山者や、山岳観光地を訪れた観光客などが、怪我や病気に対する比較的簡単な治療または救護措置・対処法の助言などを受けられるようにするため、山小屋やキャンプ場管理場、山岳観光地のバスターミナルなどに併設される診療所である。山岳診療所とも言う。そのほか「夏山臨時診療所」・「夏山山岳診療所」・「夏期山岳診療所」などの表記が見られる。その名の通り、開設期間は夏季のみであることが多い。

## 開設場所
夏山診療所の多くは、北アルプスに集中しており、その他はわずかに南アルプスの北岳に1か所・白山に1か所と富士山にあるだけである。
比較的大規模な山小屋に併設されている例が多いが、全ての夏山診療所が山小屋内に設置されているわけではなく、宿泊施設以外に併設されていたり、独立した建物に設置されたりしている例もある。
交通機関の通わない場所に設置されている例が多いが、上高地・立山室堂・富士山5合目は一般の交通機関が通じた場所にあり、これらは山小屋に併設されていない。上高地徳沢の診療所は山小屋などの関係者は自動車で乗り入れ可能な場所である。また、富士山の各診療所は物資輸送用のブルドーザーで近くまで乗り入れることができる。

## 運営
運営は大学の医学部が「高山における病理の研究」を名目に、研究施設の一環として設置する場合や、山の地元自治体の要請で大学医学部・医学部付属病院などが設置する場合、医学部の山岳部やOB会の部活動の一環としてのボランティア活動である場合などがある。医学部の現役学生や卒業生の医師、大学付属病院の医師・看護師などの中でアウトドアに興味のある者を中心に、応募あるいは志願によって参加者が決められている。また、一般の医師や看護師のボランティア参加を募集しているところもある。
参加期間は3日から10日くらいのサイクルを決めて、期間が終了すると次の班に交代するところもあれば、それぞれの参加者の滞在可能な期間だけ滞在するところもある。参加者はボランティアのため、参加のための交通費などは基本的に自弁である。山小屋に併設されている診療所の場合、開設スペースなどは山小屋の協力を得ており、小屋の一室や別館などを無料で貸与されることが多い。診療所スタッフの宿泊費・食費は山小屋の協力により割り引かれているものの、これも基本的には参加者の自弁である。また、自治体の要請で設置されたところを中心に、地元自治体から補助金が出ているところもあるが、運営費用の一部を賄える程度の額（数万円程度）であることが多い。

## 開設期間
大学の夏休みを利用したボランティアのため、開設期間は夏休み期間中の7月20日頃から8月20日頃までとなる所が多いが、上高地診療所はバスターミナル前に位置し、登山者よりも観光客が多く利用することもあり、春から秋までの上高地にバスが通う期間はほとんど開設される。

## 措置内容
対処法の相談や投薬、点滴、縫合、湿布、酸素吸入などの簡単な手当ができる体制となっている。医療行為は医師が駐在している時だけに限られるため、医師が不在の際は医学生により救護措置が行われる。医師は必ずしも常駐していない診療所も多く、夏山診療所で一般の診療所と同様の医療行為は一般的に期待できない。なお、健康保険証は使えないため自由診療（保険外診療）となるが、ボランティアで医療行為とはいえない程度の措置を無料で提供するところも多い。つまり、医薬品等の実費は100％の支払いで、救護措置は無料となることが多い。ただし、その場合も寄付を要請するところや、寄付を利用者の自由意志で受け付けるところもある。
診療所を訪問して治療や措置を受けるのが基本ではあるが、患者の症状が重篤な場合などは近隣の山小屋や山のホテル、あるいは動けなくなった人のために登山道まで往診をすることもある。

## 夏山診療所一覧

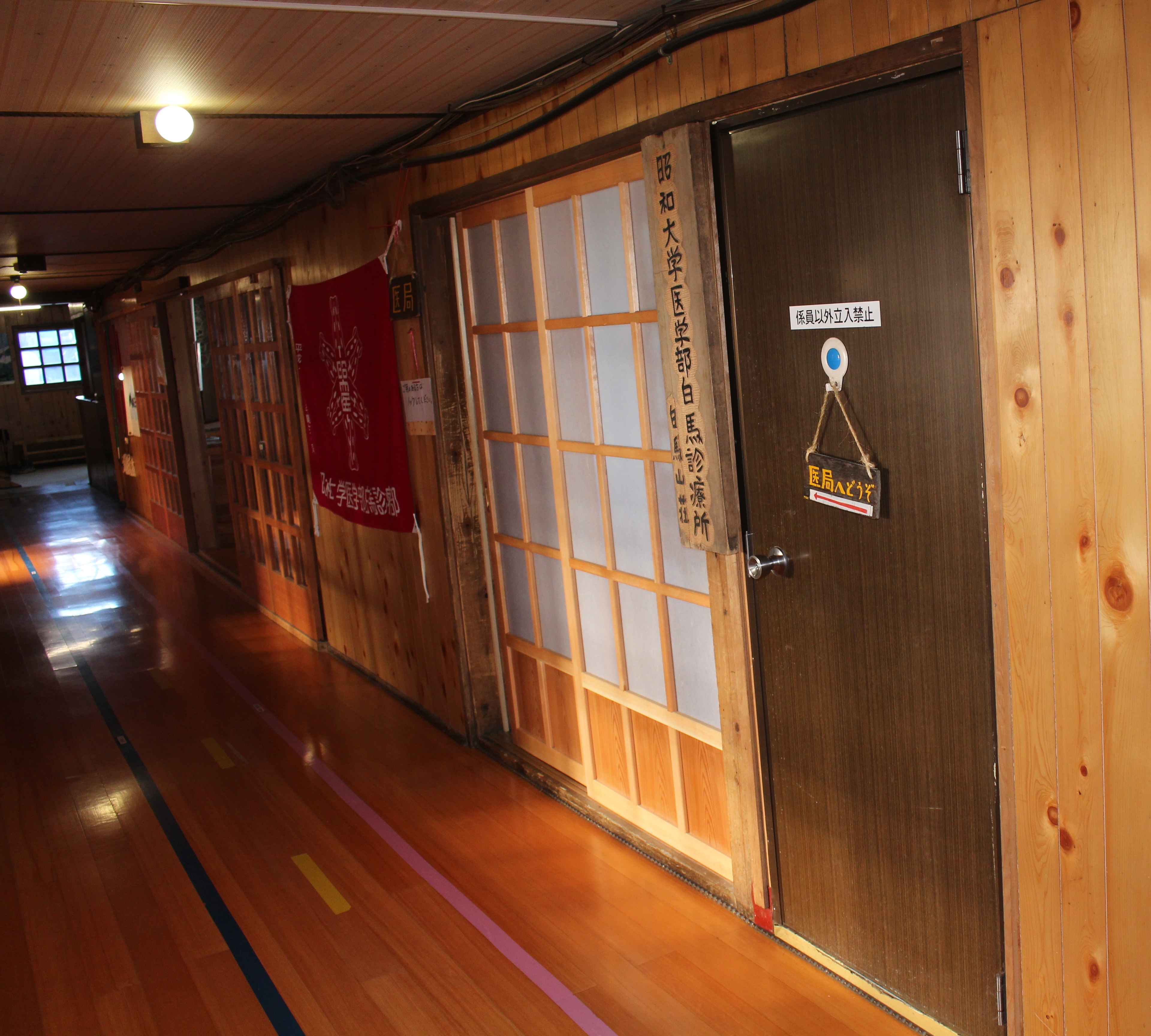
北アルプス白馬岳の白馬山荘内に開設される昭和大学医学部白馬診療所

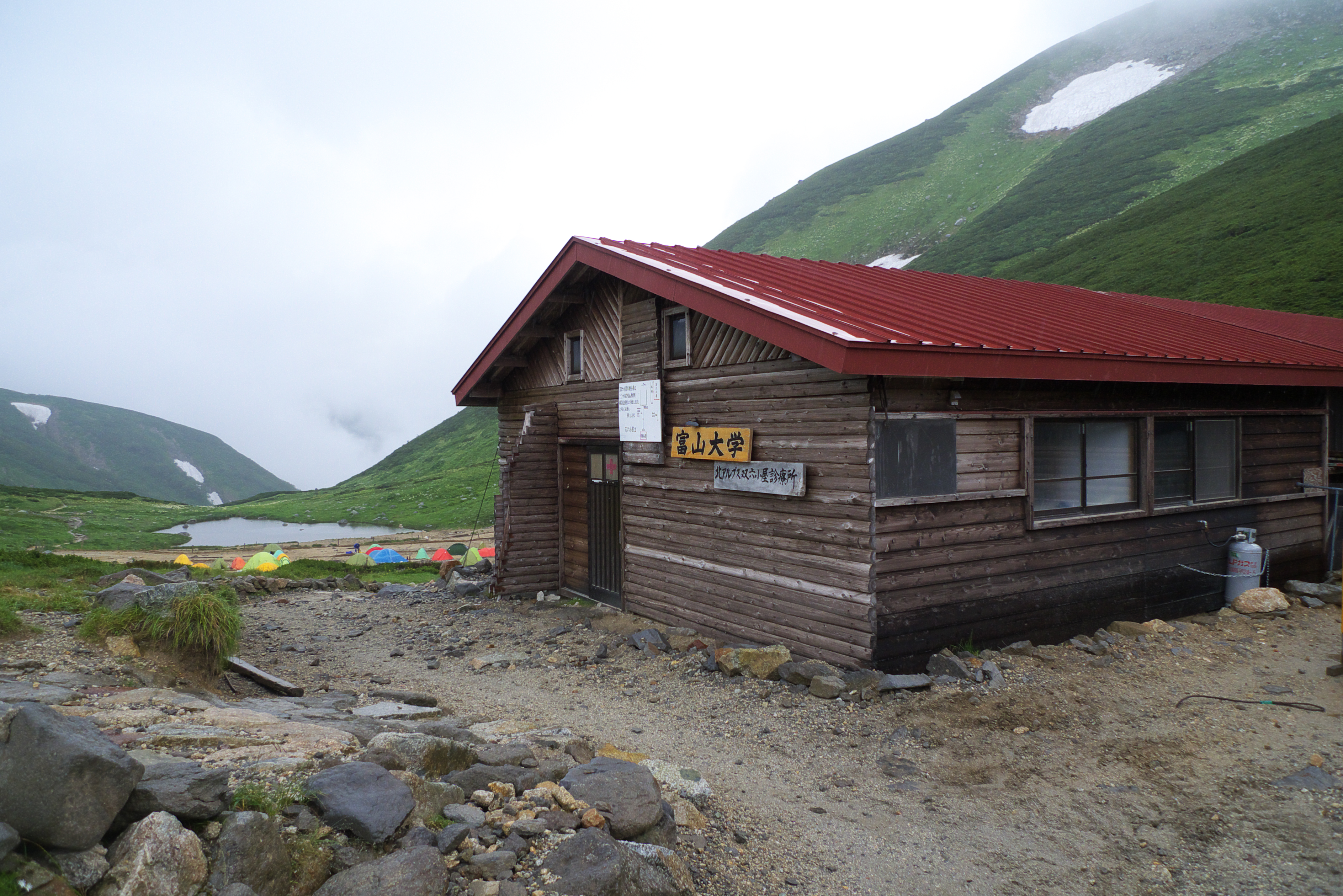
北アルプス双六小屋に隣接する富山大学医学部双六小屋診療所

| 山域名         | 開設場所名                   | 運営大学名                       | 診療所名                                       |
| 北アルプス北部 | 北アルプス北部               | 北アルプス北部                   | 北アルプス北部                                 |
| -------------- | ---------------------------- | -------------------------------- | ---------------------------------------------- |
| 白馬岳         | 白馬山荘                     | 昭和大学医学部                   | 白馬診療所（白馬山荘）                         |
| 白馬岳         | 白馬岳頂上宿舎               | 昭和大学医学部                   | 白馬診療所（白馬岳頂上宿舎）                   |
| 鹿島槍ヶ岳     | 冷池山荘                     | 千葉大学医学部                   | 冷池山荘山岳診療所                             |
| 太郎山         | 太郎平小屋                   | 日本医科大学                     | 太郎平診療所                                   |
| 剱岳剱沢       | 剱沢管理事務所               | 金沢大学医学部                   | 剱沢診療所                                     |
| 立山雷鳥沢     | 雷鳥沢管理事務所             | 金沢大学医学部                   | 雷鳥沢診療所                                   |
| 立山室堂       | 立山センター総合活動拠点施設 | 金沢大学医学部                   | 立山診療所                                     |
| 北アルプス南部 |                              |                                  |                                                |
| 槍ヶ岳         | 槍ヶ岳山荘                   | 東京慈恵会医科大学               | 槍ヶ岳診療所                                   |
| 奥穂高岳       | 穂高岳山荘                   | 岐阜大学医学部                   | 奥穂高岳夏山診療所                             |
| 穂高岳涸沢     | 涸沢ヒュッテ                 | 東京大学医学部                   | 涸沢診療所                                     |
| 西穂高岳       | 西穂山荘                     | 東邦大学医学部                   | 西穂高診療所                                   |
| 燕岳           | 燕山荘                       | 順天堂大学医学部                 | 燕岳夏山診療所（順天堂大学高山医学研究所）     |
| 三俣蓮華岳     | 三俣山荘                     | 岡山大学・香川大学医学部         | 三俣診療所                                     |
| 双六岳         | 双六小屋                     | 富山大学医学部                   | 北アルプス双六小屋診療所（双六小屋夏山診療所） |
| 蝶ヶ岳         | 蝶ヶ岳ヒュッテ               | 名古屋市立大学医学部             | 蝶ヶ岳ボランティア診療所                       |
| 常念岳         | 常念小屋                     | 信州大学医学部                   | 常念診療所                                     |
| 上高地徳沢     | 徳沢園                       | 日本大学医学部                   | 徳沢診療所                                     |
| 上高地         | バスターミナル               | 東京医科大学                     | 上高地診療所                                   |
| 白山           |                              |                                  |                                                |
| 白山室堂       | 白山室堂センター             | 金沢大学医学部                   | 白山診療所                                     |
| 富士山         |                              |                                  |                                                |
| 吉田口5合目    | 県営五合目総合管理センター   | 山梨赤十字病院                   | 富士山五合目赤十字救護所                       |
| 吉田口8合目    | 太子館                       | 山梨大学医学部・富士吉田市立病院 | 八合目救護所（八合目富士山診療所）             |
| 吉田口7合目    | 鎌岩館下                     | 千葉大学医学部                   | 富士山七合目救護所（山梨県富士山救護所）       |
| 富士宮口8合目  | 池田館横                     | 浜松医科大学                     | 富士山衛生センター（富士山診療所）             |
| 南アルプス     |                              |                                  |                                                |
| 北岳           | 北岳山荘                     | 昭和大学医学部                   | 北岳診療所                                     |